# Robin Baghdady
Robin Baghdady (* 22. März 1999 in der Schweiz) ist ein deutsch-schweizerischer Volleyballspieler. Er wurde Schweizer und deutscher Meister.

## Karriere
Baghdady stammt aus einer Volleyball-Familie. Seine Mutter Juliane Schlipf nahm mit der deutschen Nationalmannschaft an der Weltmeisterschaft 1986 teil. Sein Vater Jalal Baghdady spielte in den 1990er Jahren auch für den TSV 1860 München und den VfB Friedrichshafen und wurde iranischer Sportler des Jahres.
Mit seinem Vater, der als Trainer beim TV Amriswil arbeitete, kam er schon als Kind in die Halle und spielte dann selbst beim Schweizer Erstligisten. 2017 gewann der Außenangreifer mit Amriswil das Triple aus nationalem Pokal und der Meisterschaft sowie dem Supercup. 2018 gelang Amriswil der nächste Pokalsieg. Baghdady kam auch im CEV-Pokal zum Einsatz. Danach ging er zum Studium nach Kanada und spielte an der Brandon University in der Universitätsmannschaft Bobcats.
2020 wurde er vom deutschen Bundesligisten Berlin Recycling Volleys verpflichtet. Mit den Berlinern schied er in der Saison 2020/21 im Viertelfinale des DVV-Pokals aus und kam in der Champions League ebenfalls ins Viertelfinale. Anschließend erreichten die Berliner als Tabellendritter der Bundesliga-Hauptrunde das Playoff-Finale gegen den VfB Friedrichshafen und wurden deutscher Meister. Nach der Saison wurde der noch laufende Vertrag aufgelöst. Baghdady wechselte zum Ligakonkurrenten United Volleys Frankfurt. Mit den Frankfurtern kam er im DVV-Pokal 2021/22 ins Viertelfinale. Dort schieden die United Volleys ebenso gegen Berlin aus wie im Playoff-Halbfinale.
Da Frankfurt keine Lizenz für die neue Bundesliga-Saison bekam, war Bagdady zunächst ohne Verein. Im Dezember 2022 wurde er vom belgischen Erstligisten VC Greenyard Maaseik als Ersatz für einen verletzten Spieler verpflichtet.
2023 wechselte der Außenangreifer zu den SWD Powervolleys Düren und kehrte damit in die deutsche Liga zurück. In der Saison 2023/24 unterlagen die SWD Powervolleys im DVV-Pokal hingegen bereits im Viertelfinale gegen die WWK Volleys Herrsching und im CEV-Pokal schieden sie im Achtelfinale aus. In den Bundesliga-Playoffs verloren die SWD Powervolleys als Tabellensechster im Viertelfinale gegen den VfB Friedrichshafen. Im DVV-Pokal 2024/25 unterlagen die Dürener mit 2:3 im Finale gegen die Berlin Recycling Volleys. Anschließend mussten sie sich in den Bundesliga-Playoffs wie im Vorjahr im Viertelfinale gegen den VfB Friedrichshafen geschlagen geben. Baghdady spielt auch in der Saison 2025/26 für Düren.